# Grow Up and Blow Away
Albums de Metric
Live It Out
(2005)
Grow Up And Blow Away est le premier album du groupe de rock indépendant Metric. L'album a été enregistré en 2001, mais a été reporté pendant des années par leur label. Les années passant, le son du groupe change à un tel point qu'ils ne pensaient plus que l'album soit ce que les fans s'attendaient à entendre. Metric ont enregistré un album complètement nouveau, Old World Underground, Where Are You Now?, et l'ont sorti à la place. Last Gang Records a acheté les droits de l'album et l'a sorti le 26 juin 2007.

## Pistes de la réédition de 2007
Toutes les chansons ont été écrites, jouées et enregistrées par Emily Haines et James Shaw.
1. "Grow Up And Blow Away" - 4:13
2. "Hardwire" - 4:41
3. "Rock Me Now" - 3:51
4. "The Twist" - 3:36
5. On the Sly" - 3:58
6. "Soft Rock Star" - 4:00
7. "Raw Sugar" - 3:38
8. "White Gold" - 4:09
9. "London Halflife" - 2:41 (de l'EP Static Anonymity)
10. "Soft Rock Star" (Jimmy vs Joe mix) - 4:23

## Pistes de la version 2001 (Aucune sortie officielle)
Toutes les chansons ont été écrites, jouées et enregistrées par Emily Haines et James Shaw.
1. "Grow Up And Blow Away" - 4:25
2. "On The Sly" - 4:01
3. "Torture Me" - 3:51
4. "Fanfare" - 0:24
5. "Parkdale" - 4:53
6. "Raw Sugar" - 3:47
7. "The Twist" - 3:38
8. "Rock Me Now" - 4:14
9. "Soft Rock Star" - 4:26
10. "White Gold" - 4:09
11. "Hardwire" - 4:42

"Torture Me", "Parkdale" et "Fanfare" n'ont jamais été rééditées.